# Mehsana
Mehsana oder Mahesana ist eine schnellwachsende indische Großstadt mit etwa 200.000 Einwohnern im Norden des Bundesstaats Gujarat.

## Lage
Mehsana liegt etwa 75 km (Fahrtstrecke) nördlich der Stadt Ahmedabad in einer Höhe von etwa 80 Metern ü. d. M. Die Stadt Patan ist weitere 50 km in nordwestlicher Richtung entfernt. Mehsana hat einen Bahnhof an der Strecke Jaipur – Ahmedabad.

## Bevölkerung
Die Gujarati und Hindi sprechende Bevölkerung besteht zu etwa 80 % aus Hindus, 15 % Moslems, 5 % Jains, Christen, Sikhs, Parsen und anderen. Wie bei Volkszählungen in Indien üblich, ist der männliche Bevölkerungsanteil etwa 10 % höher als der der weiblichen.

## Wirtschaft
Traditionell spielt die Landwirtschaft und hier vor allem die Milchwirtschaft eine wichtige Rolle im gesamten Distrikt von Mehsana; die Dudhsagar Dairy ist der größte Milchproduzent Indiens. Seit den 1960er Jahren wurden mehrere Öl- und Erdgasvorkommen in der Umgebung erschlossen.

## Geschichte
Im 11. und 12. Jahrhundert gehörte die Region zum Solanki-Reich. Die Geschichte der Stadt reicht bis ins 13./14. Jahrhundert zurück – aus dieser Zeit stammte ein inzwischen verschwundener großer Torbogen (torana), den Raja Mehsaji Chavda erbauen ließ. Nach der Unabhängigkeit Indiens im Jahr 1947 kam die Stadt zum ausgedehnten Bundesstaat Bombay, der 1960 in die neugeschaffenen Bundesstaaten Gujarat und Maharashtra aufgeteilt wurde.

## Sehenswürdigkeiten
Die vergleichbar neue und moderne Stadt hat keine bedeutenden Sehenswürdigkeiten. Der am Stadtrand liegende und einem ‚gegenwärtigen‘ Tirthankara geweihte Simandhar Swami Jain Temple ist ein mittelalterlich anmutender Bau des 20. Jahrhunderts. Das etwa 25 km westlich gelegene Dorf Modhera mit dem berühmten Surya-Tempel aus dem 11. Jahrhundert und dem angeschlossenen Stufenbrunnen ist jedoch von Mehsana mit Bussen oder Taxis gut zu erreichen.